# Йенсен, Даг
Даг Йенсен (норв. Dag Jensen; род. в Хортене) — норвежский фаготист и музыкальный педагог; солист Бергенского филармонического оркестра, Бамбергско симфонического оркестра и симфонического оркестра Кёльнского радио, преподаватель Ганноверской и Мюнхенской высших школ музыки и театра, лауреат международных конкурсов.

## Биография
Даг Йенсен начал заниматься в возрасте 12 лет под руководством Роберта Рённеса. Затем он продолжил обучение в Норвежской музыкальной академии у Турлейва Недберга. В возрасте 16 лет Йенсен стал артистом, а немного позже солистом Бергенского филармонического оркестра. Потом он уехал продолжать учиться в Ганновер к фаготисту Клаусу Тунеманну.
С 1985 по 1988 года Даг Йенсен был солистом Бамбергско симфонического оркестра, а с 1988 по 1997 — симфонического оркестра Кёльнского радио. Кроме того, он был концертмейстером группы фаготов в оркестре Люцернского фестиваля.
Даг Йенсен известен также как солист и камерный музыкант. В качестве солиста он выступал в сопровождении ряда ведущих оркестров Европы и Японии. Как камерный музыкант он сотрудничал с ансамблем Сабины Майер и ансамблем Villa Musica. Даг Йенсен — лауреат норвежского национального конкурса молодых музыкантов-исполнителей и дважды лауреат международного конкурса ARD в Мюнхене (в 1984 и 1990 годах).
С 1997 года он преподаёт в Ганноверской Высшей школе музыки и театра. Среди учеников Йенсена солист симфонического оркестра Мариинского театра Родион Толмачёв.